# Bandagiste
Les bandagistes travaillent avec les orthopédistes, ils ont pour but premier de garnir les appareils conçus par ces derniers. Ce garnissage consiste en la fixation de fermetures « scratch » ou à lacets. Suivant l'appareil, des parties seront en cuir ou en tissu.
Ce sont les bandagistes qui fabriquent entre autres les semelles, les lombostats, ceintures abdominale, bandage herniaires. Seuls habilités à vendre les produits tels que prothèses mammaires, appareils pour stomisés, livraison de chaises roulantes, etc.